# زحمت أباد (حسين أباد كرمان)
زحمت أباد (بالفارسية: زحمت‌آباد) هي منطقة سكنية تقع في إيران في Hoseynabad Rural District.